# Lanterne des morts de Ciron
La lanterne des Morts est un monument historique du XIIe siècle situé à Ciron dans l'Indre.

## Historique
La lanterne des morts est classée au titre des monuments historiques par la liste de 1862.

## Description
Il s'agit d'une colonne dressée sur une plate-forme carrée dont l'accès se fait d'un seul côté. 
La colonne se compose d'une base circulaire sur socle carré avec griffes aux angles ; d'un fût cylindrique de cinq mètres de haut ; d'un couronnement conique faisant saillie à sa base sur le parement de la colonne. Ce cône est décoré d'écailles et se terminait autrefois par un fleuron remplacé par une croix. 
Sous la partie conique, la colonne est évidée d'ouvertures destinées au passage de la lumière du fanal qui était suspendu au plafond du cône. Une des assises du fût s'avance en forme d'autel, faisant face aux gradins. 
À la hauteur de la table est percée une ouverture carrée avec feuillure extérieure destinée à recevoir une porte. Derrière la colonne, une saillie mutilée semble indiquer qu'une tablette de pierre soutenue par un cul-de-lampe a dû servir de crédence pour la célébration de l'office. 
La plateforme est entourée de tombes.